# Winterkrieg
Karelische Landenge

1. Summa – Taipale  (Kelja) – 2. Summa – Honkaniemi – Wiborg Bucht
Ladoga-Karelien

Tolvajärvi – Kollaa

Kainuu

Suomussalmi (Raate Straße) – Kuhmo
Lappland

Salla – Petsamo

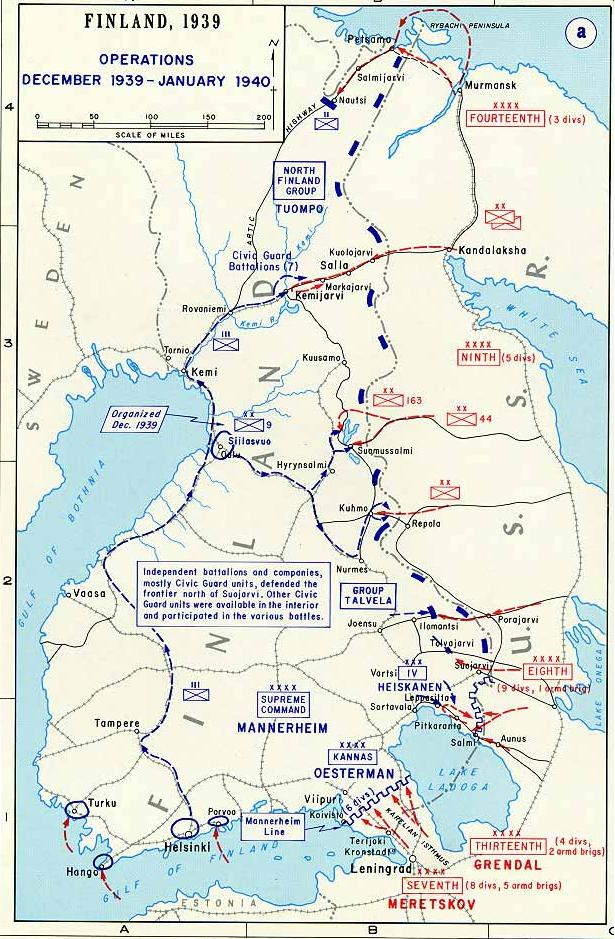
Verlauf des Winterkrieges

Der Winterkrieg (finnisch talvisota, schwedisch vinterkriget, russisch Зимняя война Simnjaja woina) wurde vom 30. November 1939 bis zum 13. März 1940 zwischen der Sowjetunion und Finnland ausgetragen. Er wird auch als sowjetisch-finnischer Krieg (russisch Советско-финская война Sowetsko-finskaja wojna) oder „sowjetisch-finnländischer Krieg“ (russisch Советско-финляндская война Sowetsko-finljandskaja wojna) bezeichnet.
Im Herbst 1939 hatte die Sowjetunion ihr Nachbarland Finnland mit Gebietsforderungen in der Karelischen Landenge konfrontiert und diese mit unabdingbaren Sicherheitsinteressen für die Stadt Leningrad begründet. Nachdem Finnland die Forderungen abgelehnt hatte, griff die Rote Armee das Land am 30. November 1939 an.
Ursprüngliches Kriegsziel der Sowjetunion war vermutlich die Besetzung des gesamten finnischen Staatsgebiets gemäß dem Ribbentrop-Molotow-Pakt. Der Angriff wurde aber von den zahlen- wie materialmäßig erheblich unterlegenen finnischen Streitkräften zunächst gestoppt. Erst nach umfassenden Umgruppierungen und Verstärkungen konnte die Rote Armee im Februar 1940 eine entscheidende Offensive beginnen und die finnischen Stellungen durchbrechen. Am 13. März 1940 beendeten die Parteien den Krieg mit dem Friedensvertrag von Moskau. Finnland konnte seine Unabhängigkeit wahren, musste aber erhebliche territoriale Zugeständnisse machen, insbesondere große Teile Kareliens abtreten.
Rund 70.000 Finnen wurden in dem Konflikt verwundet oder getötet. Die Größenordnung der sowjetischen Verluste ist umstritten; sie wird auf ein Vielfaches geschätzt. Der Kriegsverlauf offenbarte Schwächen in der Roten Armee, die einerseits die sowjetische Führung zu umfassenden Reformen veranlassten und andererseits im Deutschen Reich zu einer folgenreichen Unterschätzung der militärischen Stärke der Sowjetunion beitrugen. In Finnland halfen die militärischen Abwehrerfolge, die im Finnischen Bürgerkrieg zu Tage getretene gesellschaftliche Spaltung abzumildern.

## Ursachen und Ausgangslage

### Vorgeschichte aus finnischer Sicht
Finnland war ab 1809 als Großfürstentum in das Russische Kaiserreich integriert. Die Finnen bewahrten sich gegenüber mehreren Versuchen der Russifizierung ihre kulturelle Eigenständigkeit und gewisse politische Autonomie innerhalb des autokratischen Systems. Die finnische Unabhängigkeitsbewegung erstarkte nach dem Ausbruch des Ersten Weltkrieges. Als das Russische Reich nach der Oktoberrevolution und der Machtübernahme der Bolschewiki im Russischen Bürgerkrieg versank, erklärte Finnland im Dezember 1917 seine Unabhängigkeit. Da Lenin die finnische Selbstständigkeit im Gegensatz zu den Weißen Armeen in Russland nicht als Bedrohung für die sowjetische Herrschaft sah, erkannte er Finnland im Januar 1918 als souveränen Staat an.

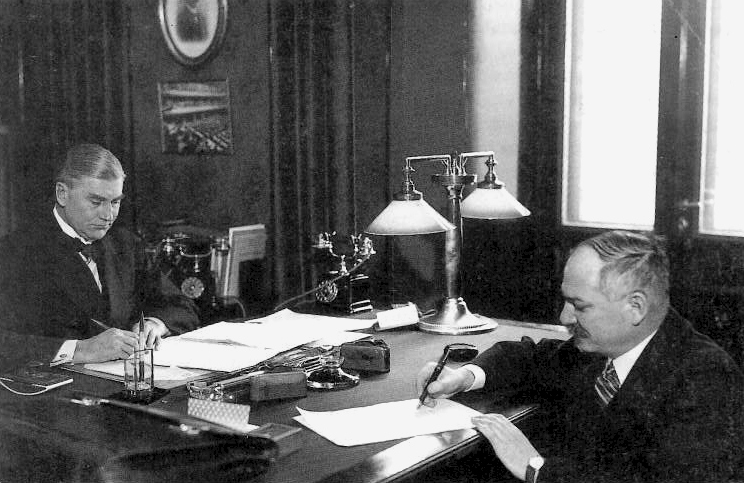
Unterzeichnung des finnisch-sowjetischen Nichtangriffspakts am 21. Januar 1932 durch den finnischen Außenminister Aarno Yrjö-Koskinen (links) und den sowjetischen Botschafter in Helsinki Iwan Maiski

Das unabhängige Finnland wurde kurz darauf von einem Bürgerkrieg erschüttert, ausgelöst durch einen Umsturzversuch sozialistischer Kräfte mit Unterstützung der russischen Bolschewiki. Bürgerlichen Kräften unter Führung von Carl Gustaf Emil Mannerheim gelang es mit deutscher Hilfe, den Krieg für sich zu entscheiden. Der größte Teil der sozialistischen Führung floh nach Russland. Das bürgerliche Finnland interpretierte den Bürgerkrieg in erster Linie als Freiheitskrieg gegen Russland. Die Beziehungen der beiden Staaten blieben in der Folge weiter angespannt. Besonders trugen hierzu Bestrebungen zur Schaffung eines Großfinnland und damit verbundene Gebietsansprüche gegenüber dem östlichen Nachbarn bei. In mehreren Ostkriegszügen zwischen 1918 und 1920 versuchten irreguläre finnische Militärverbände erfolglos, die sowjetischen Teile Kareliens Finnland einzugliedern. 1920 besiegelten beide Staaten im Frieden von Dorpat das Ende der Feindseligkeiten. Der großfinnische Gedanke lebte jedoch weiter. Die 1922 gegründete Akademische Kareliengesellschaft (Akateeminen Karjala-Seura), der zahlreiche prominente Personen aus Politik und Wissenschaft angehörten, betrieb offen Propaganda für den Anschluss Ostkareliens.
Die Beziehungen der beiden Länder in der Folgezeit waren „korrekt, aber kühl“. Anfang 1932 schlossen die Nachbarn einen Nichtangriffspakt. Das gegenseitige Misstrauen konnte dadurch aber kaum abgebaut werden. Im sich zuspitzenden Interessengegensatz zwischen der Sowjetunion und Deutschland versuchte Stalin vergeblich, Finnland durch weitere Verträge enger an sich zu binden. Die Zuordnung Finnlands zum kapitalistischen Lager, die Propaganda der Akademischen Kareliengesellschaft sowie die betont deutschfreundlichen Aktivitäten der faschistischen Lapua-Bewegung trugen zum Wachsen der Spannungen bei.
In Finnland hatten der Bürgerkrieg und der gegenseitige Terror zwischen „Roten“ und „Weißen“ eine tiefe Spaltung der Gesellschaft hinterlassen. Erst in den 1930er Jahren, besonders nach der Wahl von Kyösti Kallio zum Präsidenten 1937, begann eine Versöhnungspolitik im Land zu greifen. Im selben Jahr wurde die Sozialdemokratische Partei Finnlands unter Ministerpräsident Aimo Kaarlo Cajander erstmals seit dem Bürgerkrieg an einer Regierung beteiligt. Auch der ehemalige „weiße General“ Mannerheim warb für die Überwindung der Gräben. Zum Jahrestag der Beendigung des Bürgerkriegs im Mai 1933 erklärte er:

„Ein vaterländischer Geist, dessen Ausdruck der Verteidigungswille ist und der Entschluss, wie ein Mann in der Linie zu stehen, wenn dieses Land einmal verteidigt werden muss, das ist alles, was wir fordern, und wir brauchen nicht mehr zu fragen, wer vor fünfzehn Jahren jeweils wo gewesen ist.“

### Die Ausgangslage aus Sicht der Sowjetunion
Aus Sicht der Sowjetunion war die Beziehung zu Finnland 1939 angespannt und von Misstrauen geprägt. Die Wirtschaftsbeziehungen zwischen den beiden Ländern waren trotz der langen gemeinsamen Grenze minimal, die sowjetische Regierung nahm großen Anstoß an der Unterdrückung der finnischen Kommunisten. Inspiriert von der Großfinnland-Ideologie hatten Tausende finnische Freiwillige zwischen 1918 und 1922 an gleich mehreren Kriegsschauplätzen aktiv gegen Sowjetrussland gekämpft. So griffen zahlreiche finnische Freiwillige in den estnischen Unabhängigkeitskrieg ein und unternahmen an anderer Stelle drei Militärexpeditionen in das sowjetrussische Karelien, die teilweise erst nach Monaten niedergeschlagen werden konnten. Des Weiteren unterstützten finnische Freiwillige separatistische Aufstände in Ostkarelien und Nordingermanland. Mit Nordingermanland hatten 1920 für einige Monate pro-finnische Separatisten ein Gebiet in geringer Entfernung von Leningrad kontrolliert. Die Sowjetunion sah die Stadt im Falle eines Kriegsausbruchs daher als unmittelbar gefährdet an. Zudem nahmen in den späten 1930er Jahren unter Stalin irredentistische und revisionistische Tendenzen stark zu, die darauf abzielten, nach 1918 verlorenes Territorium des Russischen Reichs zurückzugewinnen.
Ab Mitte der 1930er-Jahre war die sowjetische Führung durch das Wiedererstarken Japans und den Aufstieg Hitlers in Deutschland vom Kommen eines neuen Krieges zwischen den Großmächten überzeugt. Die militärische und politische Führung der Sowjetunion sah das Baltikum und Finnland als strategisch wichtig an. Der Finnische Meerbusen und die Küste der baltischen Staaten wurden als potenzielles Einfallstor fremder Mächte in die zweitgrößte Stadt Leningrad betrachtet. Ebenso war Stalin davon überzeugt, dass etwaige Küstenbefestigungen Finnlands und der baltischen Staaten die Aktionsfähigkeit der sowjetischen Baltischen Flotte in der Ostsee im Kriegsfall empfindlich einschränken könnten. Im Falle eines Landkrieges sah die Führung der Sowjetunion die baltischen Staaten als notwendiges Durchmarschgebiet für einen Einsatz ihrer Truppen gegen potenzielle Gegner in Mitteleuropa und den finnischen Teil Kareliens als ein mögliches Aufmarschgebiet für fremde Mächte gegen Leningrad. Ebenso vermutete Stalin Finnland als mögliche Basis für Luftangriffe einer fremden Macht gegen sowjetisches Territorium.
Bis zum Abschluss des deutsch-sowjetischen Nichtangriffspaktes im August 1939 und dessen Ausführung im Überfall auf Polen versuchte die sowjetische Führung, die Neutralisierung des strategisch wichtigen Gebiets durch Nichtangriffspakte mit den Anrainerstaaten, unter anderem mit Finnland, zu verwirklichen. Durch die Zerschlagung Polens als Staat hatte sich das Gleichgewicht in Osteuropa allerdings geändert. Stalin versuchte nun, Estland, Lettland und Litauen durch Bündnisse und die Stationierung sowjetischer Truppen in das Verteidigungssystem der Sowjetunion einzugliedern. Die kleinen Nachbarn stimmten diesen Bündnissen nach kurzen, von militärischen Drohungen begleiteten Verhandlungen im Herbst 1939 zu.

### Verhandlungen mit Finnland und Kriegsbeginn

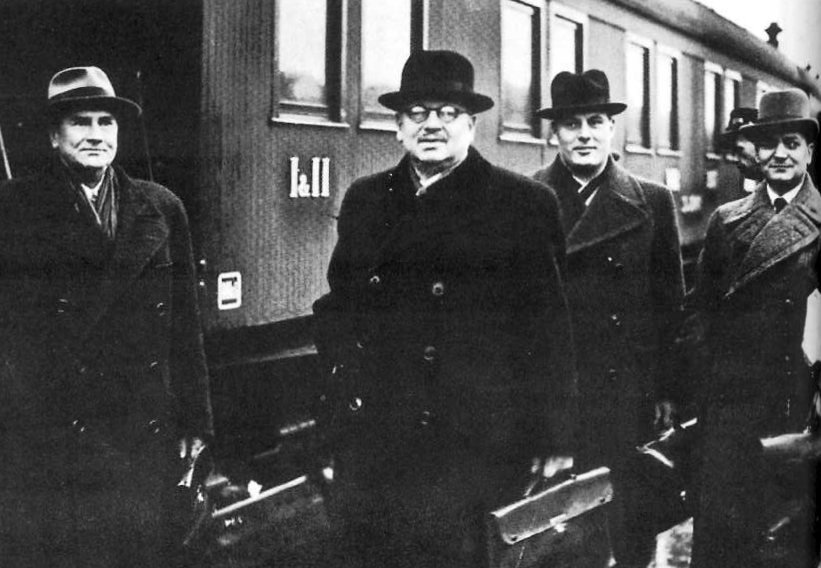
Rückkehr der finnischen Verhandlungsdelegation aus Moskau am 16. Oktober 1939. Als zweiter von links der Leiter der Delegation Juho Kusti Paasikivi

Am 11. September 1939 begann die Sowjetunion eine neue Verhandlungsrunde mit Finnland. Stalin begründete seine Forderungen mit der drohenden Kriegsgefahr und der Notwendigkeit der Sicherung Leningrads durch strategische Neuregelungen. Zu diesem Zweck sollte Finnland den Südteil der befestigten Karelischen Landenge im Austausch gegen andere karelische Gebiete abtreten. Die zukünftige finnisch-sowjetische Grenze sollte bis auf etwa dreißig Kilometer vor die Stadt Wiborg (Viipuri), Finnlands zweitgrößte Stadt, vorgeschoben werden. Dies hätte die Aufgabe sämtlicher finnischer Verteidigungsanlagen entlang der sogenannten Mannerheim-Linie bedeutet. Ebenso forderte Stalin die Verpachtung der Halbinsel Hanko um die Stadt Hanko, die Überlassung von Inseln im finnischen Meerbusen und die Fischerhalbinsel an der Küste des Nördlichen Eismeeres. Als Ausgleich bot die Sowjetunion Finnland die Abtretung von Gebieten in Karelien an, die flächenmäßig etwa doppelt so groß waren. Die finnische Regierung unter Ministerpräsident Cajander war zunächst bezüglich der Annahme der sowjetischen Forderungen gespalten, lehnte sie jedoch letztendlich ab. Als Konzession bot die finnische Regierung der Sowjetunion die Abtretung des Gebietes um den Ort Terijoki an, was von der Sowjetunion als ganz ungenügend abgelehnt wurde. Finnland leitete daraufhin eine Teilmobilmachung der Armee ein und versuchte erfolglos, sich mit Schweden zu verbünden. Auch eine Anfrage zwecks diplomatischer Unterstützung an Deutschland brachte keinen Erfolg. Die Verhandlungen dauerten noch bis zum 13. November an, ohne dass eine Einigung erzielt werden konnte.
Da der finnische Nachrichtendienst die Rote Armee als nicht einsatzbereit bezeichnete, ging der finnische Außenminister Eljas Erkko davon aus, die Sowjetunion werde keinen Krieg beginnen. Auch die Einschätzung der Regierung, dass das Parlament keinen Gebietsabtretungen zustimmen würde, trugen zur ablehnenden Haltung Finnlands bei.
Die sowjetische Seite hatte allerdings schon vor dem Ende der Verhandlungen eine militärische Option ins Auge gefasst. Im September 1939 begann eine Mobilmachung für einen Feldzug gegen Finnland, die im November abgeschlossen war. Am 3. November 1939 unterstellte der sowjetische Außenminister Molotow in der Prawda Finnland kriegerische Absichten gegenüber dem Sowjetstaat. Am selben Tag erhielt die Baltische Flotte den Befehl, in Bereitschaft zu gehen und endgültige Pläne für eine Invasion Finnlands auszuarbeiten. Das Gleiche befahl Stalin dem Leningrader Militärbezirk der Roten Armee am 15. November. Am 26. November inszenierte die Rote Armee im Dorf Mainila (russisch Майнило) einen Grenzzwischenfall, bei dem angeblich sowjetische Truppen von finnischer Artillerie beschossen worden seien (Mainila-Zwischenfall). Als die finnische Regierung diese Vorwürfe zurückwies, brach Molotow die Beziehungen zu Finnland ab und kündigte den bestehenden Nichtangriffspakt.
Ohne dass die Sowjetunion eine formelle Kriegserklärung abgegeben hätte, überschritt die Rote Armee am frühen Morgen des 30. November 1939 die Grenze. Am Nachmittag stellte Präsident Kallio formell fest, dass sich das Land im Kriegszustand befinde. Cajanders Regierung, deren Einschätzung der Kriegsgefahr sich als unzutreffend erwiesen hatte, trat noch am selben Abend zurück; ihr folgte am folgenden Tag eine auf breiterer parlamentarischer Grundlage stehende neue Regierung unter Risto Ryti, dem bisherigen Chef der Finnischen Zentralbank.

### Finnische Verteidigung
Die finnische Armee war zu Kriegsbeginn nicht nur wegen der geringen Bevölkerung zahlenmäßig unterlegen, sondern auch in materieller Hinsicht schlecht auf den Krieg vorbereitet. In den Vorkriegsjahren hatten sich die militärische und die politische Führung in dauerndem Streit um das aus Sicht der ersteren völlig unzureichende Militärbudget befunden. Insbesondere die beiden stärksten Parteien, die antimilitaristisch eingestellten Sozialdemokraten und der auf Sparsamkeit bedachte Landbund, blockierten eine Steigerung der Rüstungsausgaben selbst unter dem Eindruck der sich zuspitzenden internationalen Lage. Noch im August 1939 drückte Ministerpräsident Cajander, der einer Koalition beider Parteien vorstand, seine Freude darüber aus, dass Finnland seine Mittel statt für schnell veraltendes Kriegsmaterial für nützlichere Dinge verwendet habe. Außerdem bevorzugte die Regierung die im Aufbau befindliche heimische Rüstungsindustrie gegenüber ausländischen Herstellern. Dies verlangsamte zusätzlich zum Geldmangel die Modernisierung der Bestände der Streitkräfte.
Die finnische Armee umfasste bei Kriegsbeginn 250.000 Soldaten, aufgeteilt auf neun Infanteriedivisionen und einige selbstständige Bataillone, von denen 130.000 die Karelische Landenge und 120.000 die übrige Ostgrenze verteidigten. Wegen des Mangels an Waffen verringerte sich die tatsächliche Einsatzstärke jedoch um 50.000. Schwere Bewaffnung war noch knapper. So hatte die finnische Armee nur dreißig Panzer zur Verfügung, die auch erst einige Wochen in Dienst waren. Ebenso herrschte Mangel an automatischen Waffen. Die ganze Armee besaß insgesamt nur einhundert Panzerabwehrkanonen, importiert aus Schweden. Die Soldaten mussten daher in der Panzerabwehr oft auf improvisierte Lösungen zurückgreifen, so etwa auf aus Flaschen gefertigte Wurfbrandsätze, denen sie den Namen Molotowcocktail gaben. Die Artillerie stammte in vielen Einheiten noch aus Zeiten des Ersten Weltkriegs und hatte eine geringe Reichweite. Pro Division waren nur 36 Geschütze vorhanden; zudem herrschte Mangel an Artilleriemunition. Die finnische Luftwaffe umfasste nur hundert Flugzeuge. An die Kampftruppen selbst konnten keine Flugabwehrkanonen (Flak) ausgegeben werden, da die verfügbaren einhundert Stück für die Verteidigung der Städte gegen Bombenangriffe verwendet wurden. Während des Krieges wurden drei weitere Reserve-Infanteriedivisionen aufgestellt, deren Ausrüstungsstand noch hinter dem der regulären Divisionen zurückstand. Die Zahl der finnischen Kombattanten erreichte damit rund 340.000.

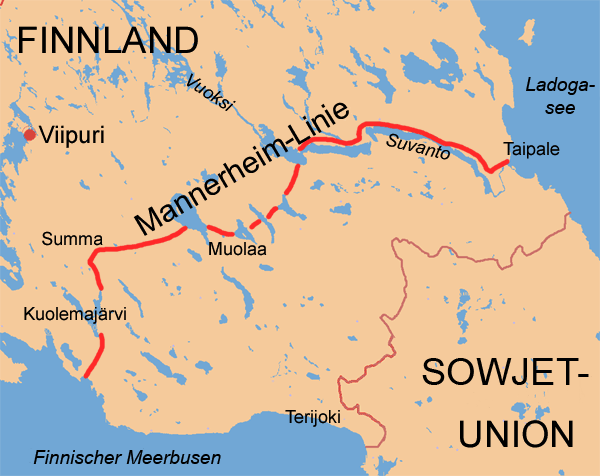
Die Mannerheim-Linie stellte die Hauptverteidigungslinie der Finnen auf der Karelischen Landenge dar

Das finnische Oberkommando hatte in der Vorkriegszeit die Sowjetunion als einzig realistischen Kriegsgegner betrachtet. Deshalb war die Karelische Landenge durch die von der Presse später so genannte Mannerheim-Linie befestigt worden. Dort sah das Kommando unter Carl Gustaf Emil Mannerheim, der 1939 erneut die Führung der Armee übernommen hatte, die entscheidende Front des Krieges, da hier der schnellste Weg nach Viipuri und Helsinki ins finnische Kernland führte. Die seit den 1920er Jahren errichtete Linie bestand aus rund hundert Betonbunkern. Sie waren strukturell allerdings oft schwach; nur die neuesten bestanden aus festem Stahlbeton. Am dichtesten waren die Bunker im Bereich um Summa, das sich zum einen gefährlich nahe bei Viipuri befand und in dem außerdem das baumlose Heideland einen Panzerangriff begünstigte. Außerdem wurde die Linie durch von den Truppen angelegte Feldbefestigungen verstärkt. Bereits im Frieden wurde die Grenze durch vier Deckungsgruppen abgeschirmt. Mannerheim verstärkte sie noch durch fünf Divisionen, gegliedert im 2. und 3. Korps der Armee. Insgesamt hatte der Befehlshaber an der Landenge, Hugo Österman, rund 92.000 Soldaten unter seinem Kommando.
Auch am nördlichen Ufer des Ladogasees war genug Infrastruktur vorhanden, um eine Offensive einer modernen Armee zu ermöglichen. Um diese Flanke der Mannerheim-Linie zu verteidigen, postierten die Finnen dort das 4. Korps unter Woldemar Hägglund. Dem 4. Korps standen zwei Divisionen mit insgesamt rund 28.000 Soldaten zur Verfügung. Nach Einschätzung des finnischen Oberkommandos war der übrige Teil der ungefähr tausend Kilometer langen Grenze mit der UdSSR aufgrund der dichten Bewaldung und mangelnder Straßen für eine Armee unpassierbar. Deshalb wurden dort nur improvisierte kleinere Verbände eingesetzt, welche die wenigen Verkehrsachsen blockieren sollten. Diese Gruppe Nordfinnland stand unter dem Befehl von General Viljo Tuompo. Mannerheim selbst hielt als Oberbefehlshaber der Armee zwei Divisionen als Reserve zurück. Zum Teil wurde für diese Region die Ausnutzung von Gelände und Klima im Sinn einer Kriegsführung unter arktischen Bedingungen geplant. So verfügten die Finnen anders als die sowjetische Seite über beheizbare Zelte und es wurden schnell bewegliche Schützeneinheiten auf Skiern aufgestellt. Die große Bedeutung dieser Kampfesweise erkannte jedoch auch die finnische Seite erst im weiteren Verlauf des Konflikts.
Die finnische Strategie war insgesamt defensiv ausgelegt. Die Mannerheim-Linie sollte unter allen Umständen gehalten, die sowjetischen Truppen abgenutzt werden. Die Planung war allerdings davon ausgegangen, dass sich die Sowjetunion parallel in weiteren Kriegshandlungen befinden würde, was im Winterkrieg jedoch nicht zutraf.
Im Sommer 1939 erfolgte eine weitere Kampagne zum Festungsbau in der Karelischen Landenge, an der zivile Freiwillige mitwirkten. Im frühen Oktober berief Finnland seine komplette Reserve zu Übungen ein, was einer verdeckten Generalmobilmachung gleichkam. Zum Ende des Monats waren Militär und unterstützende Organisationen des Landes vollständig einsatzbereit. In den folgenden Wochen bis zum Kriegsbeginn konnten sich die neu aufgestellten Einheiten koordinieren und die Soldaten an die Klimabedingungen im Feld gewöhnen.

### Sowjetischer Invasionsplan
Während der laufenden Verhandlungen beauftragte Stalin den Chef des Generalstabs der Roten Armee, Boris Schaposchnikow, mit der Ausarbeitung eines Plans zur Invasion Finnlands. Schaposchnikow skizzierte eine mehrmonatige Operation, welche einen Großteil der Armee benötigt hätte. Dies lehnte Stalin ab und delegierte die Arbeit an den Befehlshaber des Leningrader Militärbezirks Kirill Merezkow. Dieser General stellte eine Operation in Aussicht, die nur auf wenige Wochen angelegt war und bezüglich der Landstreitkräfte nur den Einsatz der Truppen des Leningrader Militärverwaltungsgebiets vorsah.
Merezkows Plan legte das Hauptaugenmerk auf die Karelische Landenge und damit auf die Mannerheim-Linie. Dieses Nadelöhr stellte den kürzesten Weg zur finnischen Hauptstadt Helsinki dar. Des Weiteren waren die Straßen- und Eisenbahnverbindungen dort am besten ausgebaut. Die 7. Armee unter Wsewolod Jakowlew sollte mit Hilfe von 200.000 Soldaten und 1.500 Panzern direkt durch die finnische Befestigungslinie brechen. Die 8. Armee unter Iwan Chabarow sollte nördlich des Ladogasees die finnischen Befestigungen umgehen und den Verteidigern der Linie in den Rücken fallen. Dazu standen 130.000 Soldaten und 400 Panzer zur Verfügung. Weiter nördlich sollten zwei weitere Armeen an der fast unbewohnten und kaum durch Straßen erschlossenen Grenze der beiden Länder Angriffe durchführen, um die Verkehrsverbindungen abzuschneiden und finnische Truppen zu binden. Dazu stand die 9. Armee unter KomKor Michail Duchanow nördlich der sowjetischen 8. Armee. Sie stellte das Bindeglied zur 14. Armee unter Frolow dar, welche nach Petsamo vorrücken sollte. Den beiden Armeen an dieser Nebenfront standen insgesamt 140.000 Mann und 150 Panzer zur Verfügung. Ihr Ziel war die Besetzung des gesamten finnischen Staatsgebietes. Erstes geografisches Ziel war die Stadt Oulu, die innerhalb von drei Wochen hätte erreicht werden sollen. Mit ihrer Eroberung hätte die Rote Armee Finnland in zwei Hälften geteilt.
Die Baltische Flotte sollte in diesem Plan mehrere Aufträge erfüllen. Durch U-Boote sollten die Nachbarländer beobachtet und die Seeverbindungen Finnlands abgeschnitten werden. Marineinfanterie sollte die kleinen Inseln im Finnischen Meerbusen einnehmen; die Marineflieger sollten die Landstreitkräfte an der Hauptfront unterstützen. Zusätzlich sollte ein sowjetischer Flottenverband mit drei Schlachtschiffen auf dem Ladogasee den Bodentruppen Artillerieunterstützung liefern. Insgesamt hatte die Rote Armee eine Überlegenheit an Soldaten von drei zu eins, an Artillerie von fünf zu eins und an Panzern von achtzig zu eins.
Die Flugzeugflotte auf sowjetischer Seite wuchs während des Kriegsverlaufs von rund 1000 auf 4000 Maschinen an.
Insgesamt standen der Roten Armee zu Beginn des Krieges 22 Divisionen zur Verfügung. Bis zum Ende des Krieges wurden 59 Divisionen mit rund einer Million Soldaten zur Verfügung gestellt. Die Einheiten entstammten zunächst drei Militärbezirken, in erster Linie Leningrad, mit Unterstützung aus den Bezirken Kalinen und Moskau, am Ende des Krieges neun Militärbezirken. Mit durchschnittlich 72 meist modernen Geschützen je Division war die sowjetische Artillerie der finnischen deutlich überlegen. Allgemein war der Ausbildungsstand der sowjetischen Truppen schlecht. Sie hatten nur kurze Ausbildungen absolviert und waren auf eine Kriegsführung in offenem Gelände ausgerichtet, nicht in bewaldeter Umgebung. Wegen der schleppend verlaufenden Mobilmachung hatten die Soldaten wenig Gelegenheit, sich zu akklimatisieren, was insbesondere Einheiten aus weiter südlich gelegenen Landesteilen in ihrer Kampfkraft schwächte.

## Verlauf

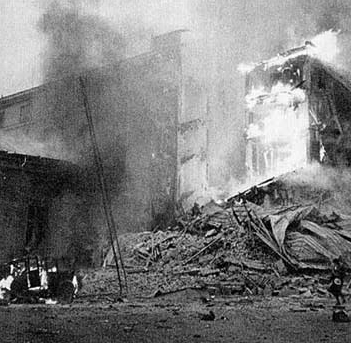
Zerstörungen nach dem sowjetischen Luftangriff auf Helsinki am 30. November 1939

### Der erste sowjetische Angriff 1939
In den frühen Morgenstunden des 30. November setzte die Rote Armee ihre Divisionen entlang der Front von Petsamo bis Karelien in Marsch. Nachdem um 9:20 Uhr ein sowjetisches Flugzeug Flugblätter über Helsinki abgeworfen hatte, griffen um 10:30 Uhr neun sowjetische Bomber Helsinki an. Im Verlaufe des Tages erfolgten weitere Luftangriffe auf Helsinki mit insgesamt 91 Toten unter der Zivilbevölkerung, Wyborg, den Hafen von Turku, das Wasserkraftwerk in Imatra und eine Gasmaskenfabrik in Lahti. Insgesamt griff die sowjetische Luftwaffe an diesem Tag 14 Ziele an.
Gegen die sowjetischen Bodentruppen setzten die Finnen entlang der gesamten Länge der Grenze rund 13.000 Mann im Verzögerungsgefecht ein. Es dauerte bis zum 6. Dezember, bis die 7. Armee unter Jakowlew das Vorfeld von 25 bis 65 Kilometern vor den finnischen Befestigungen überwunden hatte und zur Mannerheim-Linie an der Karelischen Landenge aufschließen konnte. Währenddessen war im finnischen Oberkommando eine Kontroverse entbrannt. Mannerheim wollte gegen den Widerstand des Befehlshabers der Landenge Österman die im Vorfeld eingesetzten Deckungsgruppen offensiv vorgehen lassen, anstatt sie sich unter hinhaltendem Widerstand auf die Befestigungen zurückziehen zu lassen. Österman setzte sich in dieser Frage durch.
Noch vor den ersten großen Offensiven ließ Stalin den Oberbefehlshaber der 7. Armee Jakowlew durch Merezkow ersetzen, da er mit dem langsamen Vormarsch an der Landenge unzufrieden war. Merezkow plante Offensiven an zwei verschiedenen Abschnitten der Linie. Am 14. Dezember wurde die Sowjetunion anlässlich des Angriffs auf Finnland aus dem Völkerbund ausgeschlossen. Dies hielt die Rote Armee aber nicht davon ab, ihre Offensive fortzuführen. Meist versuchten die Verbände aus dem Marsch heraus, nach kurzer Artillerievorbereitung, die Befestigungen zu durchbrechen. Am 16. Dezember startete sie den Angriff am östlichen Rand der finnischen Befestigungen bei Taipale. Der finnischen 10. Division gelang es allerdings, diese Angriffe ohne Zuhilfenahme ihrer Reserven abzuwehren. Ein erneuter sowjetischer Versuch vom 25. bis zum 27. Dezember führte ebenso zu keinem Durchbruch der Linie. Als eigentlichen Durchbruchsort hatte Merezkow den Abschnitt bei Summa ausersehen. Zeitgleich zur Offensive bei Taipale versuchten hier die sowjetischen Truppen nach einer langen Artillerievorbereitung, die Linie zu durchbrechen. Der Versuch wurde aber ähnlich wie bei Taipale von der finnischen 3. Division ohne den Ruf nach Verstärkungen abgeschlagen. Die sowjetische Übermacht kam nicht zur Auswirkung, da das Waldgelände und der tiefe Schnee die Rote Armee an die wenigen Straßen banden und jeweils nur ein Regiment an der Spitze kämpfen konnte.
Sowohl Mannerheim als auch Österman sahen Mitte Dezember die Chance, einen Gegenangriff zu starten. Zu diesem Zweck setzten sie am 23. Dezember zusammen mit den bereits im Kampf stehenden Einheiten die in Reserve gehaltene 6. Division ein. Diese Operation wurde aber nach acht Stunden abgebrochen. Den hohen finnischen Verlusten von 1500 Mann standen keine relevanten Geländegewinne gegenüber. Der Sowjetunion war es nicht gelungen, an der Hauptfront des Krieges eine Entscheidung herbeizuführen, die Finnen vermochten aber auch nicht die sowjetischen Kräfte an der Landenge zu zerschlagen. Nachdem beide Seiten dies erkannt hatten, folgte eine Phase relativer Ruhe, während der das sowjetische Militär die Gründe für sein Scheitern analysierte.
Nach dem Plan des sowjetischen Oberkommandos sollte die 8. Armee den Ladogasee binnen zehn bis fünfzehn Tagen umgangen haben, um den Verteidigern der Mannerheim-Linie in den Rücken zu fallen. Auch an dieser Front verlief der sowjetische Vormarsch schleppend. Infolgedessen wurde der Befehlshaber der Armee, Generalmajor Iwan Chabarow am 13. Dezember durch den Korpskommandeur Grigori Schtern ersetzt. Die finnische Armee nutzte abseits des Stellungskrieges an der Karelischen Landenge ihre Beweglichkeit auf Skiern zu erfolgreichen Angriffsoperationen gegen die eingedrungenen sowjetischen Verbände. Der sowjetische Vormarsch konnte in der Schlacht von Kollaa zum 9. Dezember aufgehalten werden. Ab dem 27. Dezember konnte das finnische IV. Korps unter Hägglund die ihr gegenüberstehenden zwei sowjetischen Divisionen in die Defensive zwingen. Dabei wurden zwei Divisionen durch schnelle Umkreisungsbewegungen kleiner, beweglicher Verbände in Einkesselungen gefangen (sog. Motti-Taktik, siehe Schlacht von Suomussalmi). Die eingekesselte 18. Division wurde am 29. Februar 1940 zerschlagen, die 168. Division konnte sich bis Kriegsende halten.
Weiter nördlich standen der finnischen Gruppe Talvela unter Paavo Talvela drei sowjetische Divisionen gegenüber. Diese Einheiten sollten dem IV. Korps in die Flanke fallen und dadurch die Bewegung zur Umgehung der Mannerheim-Linie unterstützen. Den finnischen Truppen gelang es in diesem Sektor, die sowjetische 139. Division und die 75. Division bis zum 23. Dezember in der Schlacht bei Tolvajärvi zurückzutreiben. Ebenso gelang es den finnischen Truppen, die 155. Division aufzuhalten und in die Defensive zu drängen. Die geplante Umgehung der Mannerheim-Linie scheiterte somit für die Sowjetunion unter großen Verlusten. Die Kämpfe in dieser Region spielten sich bei Temperaturen von bis zu −40 °C ab. Die eingekesselten sowjetischen Kräfte banden aber bis Kriegsende finnische Truppenteile, die Mannerheim eigentlich so schnell wie möglich an die Landenge hatte verlegen wollen.

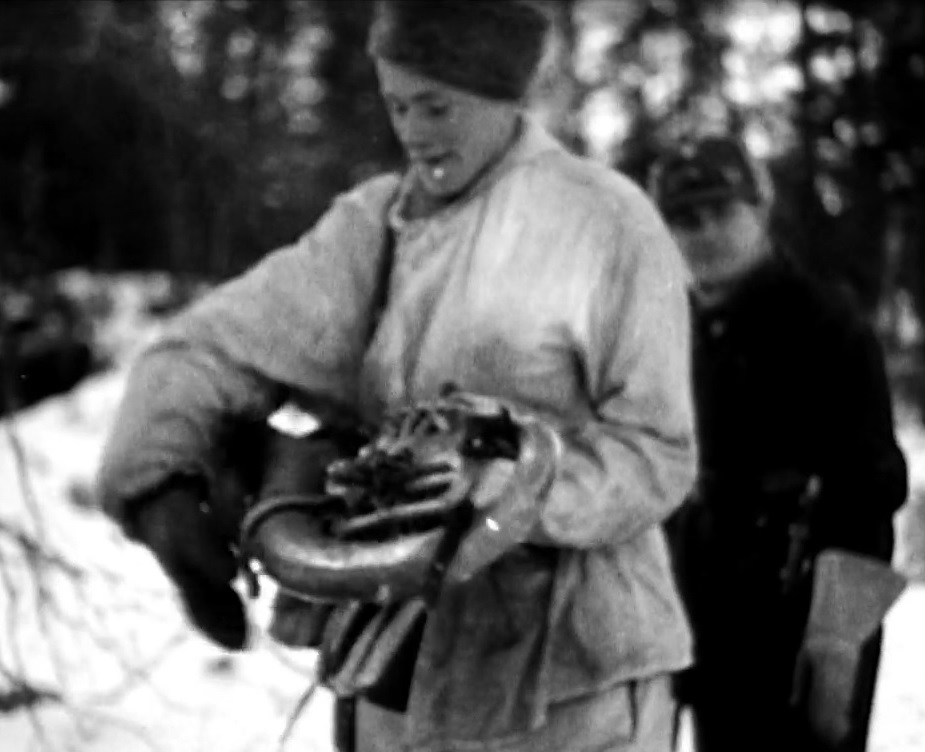
Ein finnischer Soldat untersucht eine sowjetische Tuba, die unter den vielen Musikinstrumenten gefunden wurde, die die zerstörte 44. Division für eine geplante Siegesparade im besiegten Finnland mit sich führte.

Die sowjetischen Offensiven in Nordfinnland stießen anfangs auf geringen Widerstand, da der finnische Generalstab nicht mit einem Angriff in diesem Landesteil gerechnet hatte. Der sowjetischen 104. Division gelang es nach wenigen Kriegstagen, den Hafen Petsamo einzunehmen. Die Einheit sollte sich mit der 88. und 122. Division zum Vormarsch auf Rovaniemi, der Hauptstadt der Region Lappland vereinigen. Die beiden letzteren Divisionen wurden in der Schlacht von Salla von improvisierten finnischen Verbänden in die Defensive gedrängt und am weiteren Vormarsch gehindert. Der 104. Division selbst erging es nach dem Erfolg in Petsamo genauso. In der Schlacht von Suomussalmi schafften es die Finnen durch das Aufbieten einer Reservedivision, die 163. sowjetische Division und die 44. Motorisierte Schützendivision in Mottis einzuschließen und zu zerschlagen. Damit hatte die Rote Armee auch das Ziel verfehlt, Oulu zu erobern und damit Finnland von Schweden zu isolieren. Die Kesselbildung gelang den Finnen, weil die Rote Armee sich an die wenigen Straßen der Region band. Dies erlaubte den Finnen, ohne den Schutz der eigenen Flanken zwischen die sowjetischen Kolonnen vorzustoßen und deren langgezogene rückwärtigen Verbindungen zu unterbrechen. Dabei war alleine der Kessel von Kitilä am Nordufer des Ladogasees von der finnischen Führung geplant. Die übrigen ergaben sich daraus, dass die sowjetischen Truppen zwar von ihren rückwärtigen Verbindungen abgeschnitten worden waren, sich aber wirkungsvoll zur stationären Verteidigung einrichteten und nicht oder nur langsam zerschlagen werden konnten. Die Kämpfe an und in dem Motti nahmen teilweise den Charakter des Stellungskriegs im Ersten Weltkrieg an.
Die finnischen Truppen nahmen danach an der Schlacht von Kuhmo teil. Dort kesselten sie die sowjetische 54. Division zwar ein, sie verteidigte aber bis zum Kriegsende ihre Position. Bis auf die Eroberung von Petsamo erreichte die sowjetische Führung im finnischen Norden keines ihrer strategischen Ziele. Da die Finnen die sowjetischen Einheiten aber auch nicht vollständig von ihrem Territorium vertreiben konnten, banden diese Gefechte finnische Reserven, die an der Landenge fehlten.

### Die finnische Heimatfront
Die neue finnische Regierung unter Risto Ryti strebte zunächst eine baldige Wiederherstellung des Friedens durch Verhandlungen mit Moskau an. Es stellte sich jedoch heraus, dass die Sowjetunion die Regierung in Helsinki nicht mehr anerkannte. Stattdessen installierte Stalin mit Kriegsbeginn eine kommunistische Gegenregierung, bestehend aus finnischen Bürgerkriegsemigranten unter der Führung von Otto Wille Kuusinen. Nachdem die Rote Armee die ersten Geländegewinne erzielt hatte, trat Kuusinens „Volksregierung Finnlands“ im finnischen Grenzort Terijoki zusammen. Am 2. Dezember 1939 schloss sie mit der Sowjetunion einen Bündnisvertrag, in dem sie die in den Verhandlungen von Moskau geforderten Gebiete abtrat. Im Gegenzug sagte die sowjetische Regierung die Abtretung der Hälfte Ostkareliens zu.
Die Einsetzung der Regierung von Terijoki und deren Ankündigung volksdemokratischer Reformen in Finnland erfolgten in der Erwartung, dass Kuusinen unter den sozialistisch gesinnten Finnen Unterstützung gewinnen werde. Damit wäre die finnische Heimatfront geschwächt und die Besetzung des Landes legitimiert worden. Die erwartete Reaktion blieb aber aus. Vielmehr demonstrierten die finnischen Bevölkerungsgruppen in ihrer Verteidigungsbereitschaft eine Einmütigkeit, die auch inländische Beobachter überraschte. Das bedingungslose Zusammenrücken der Finnen im Kampf gegen den übermächtigen Angreifer, das noch lange nach dem Krieg unter der Bezeichnung „der Geist des Winterkrieges“ beschworen wurde, löste das Schisma des Bürgerkrieges auf und bildete in der Folge eine neue Grundlage für das finnische Selbstverständnis.
Sinnbildlich für die Überbrückung bestehender Feindbilder war das sogenannte „Januarverlöbnis“: Am 23. Januar 1940 erkannte der Arbeitgeberzentralverband (Suomen työnantajain keskusliitto) in einer gemeinsamen öffentlichen Stellungnahme erstmals den Gewerkschaftsbund (Suomen Ammattiyhdistysten Keskusliitto) als Vertreter der Arbeitnehmer und gleichwertigen Verhandlungspartner an. Der Vorsitzende des Gewerkschaftsbundes, Eero Vuori, stellte im Anschluss fest:

„Das Volk kämpft nun um seine Freiheit. An der Front kämpfen Arbeitgeber wie Arbeitnehmer Seite an Seite. Ich glaube daran, dass die Blutsbande, die an der Front geschlossen wird, die freundschaftlichen Beziehungen zwischen den verschiedenen Gesellschaftskreisen hinter der Front festigen werden.“

Gleichwohl waren die Erwartungen in der finnischen Öffentlichkeit zunächst düster. Der Finanzminister der Regierung Ryti, Rainer von Fieandt, schrieb in seinen Memoiren:

„Das Ergebnis unseres ungleichen Kampfes konnte kein anderes sein als die Niederlage Finnlands. Die Frage lautete nur, wie lange es uns gelingen würde, uns zu verteidigen, und ob die neue Regierung in dieser kurzen Zeit die Möglichkeit haben würde, Frieden zu schließen.“

Die in der Anfangsphase des Krieges erzielten Erfolge, als das Vorrücken des Feindes gestoppt und diesem schwere Verluste zugefügt worden waren, führten sodann zu einem völligen Umschwung in der Stimmungslage. In Politik, Militär und Presse schaffte sich die Auffassung Raum, der Krieg sei zu gewinnen. Da nur die wenigsten über die genaue Lage an den Fronten informiert waren, hielt diese Stimmung bis zum Ende des Krieges an.

### Reform der sowjetischen Kräfte

#### Probleme der sowjetischen Streitkräfte
Ende Dezember zeigte sich für das sowjetische Oberkommando, dass sein Plan einer schnellen Niederringung Finnlands gescheitert war. Stalin äußerte sich in einer Konferenz mit Merezkow und seinem Stab:

„Die Autorität der Roten Armee ist eine Garantie der nationalen Sicherheit der UdSSR. Wenn wir für eine lange Zeit mit einem solch schwachen Gegner zu kämpfen haben, wird dies die antisowjetischen Kräfte der Imperialisten anstacheln.“

Die sowjetische Führung hatte zu Kriegsbeginn die eigenen Kräfte überschätzt und war unzureichend über die Stärken der finnischen Armee im Bilde. Die Befestigungen der Mannerheim-Linie waren im Vorhinein nicht ausreichend durch Aufklärung kartographiert worden. Die sowjetischen Truppen hatten sich hierbei fast ausschließlich auf Luftaufklärung verlassen, und so waren ihnen getarnte Stellungen vor dem Angriff kaum bekannt. Merezkow war sich zwar darüber im Klaren, dass Betonbefestigungen das Rückgrat der Linie bildeten, dennoch wurden die Truppen vor dem Krieg nicht im Kampf gegen solche Bunker trainiert. Die Aufklärung durch die Bodeneinheiten selbst wurde vernachlässigt, so dass die sowjetischen Truppen, insbesondere im Norden Finnlands, kein treffendes Bild der gegnerischen Einheiten hatten.
Die klimatischen Bedingungen des finnischen Kriegsschauplatzes wurden von der Sowjetunion ebenso missachtet. Starke Schneefälle machten das Gelände fast nur per Ski oder Schneeschuh begehbar. Fahrzeugen war das Terrain querfeldein kaum zugänglich. Die tiefen Temperaturen von bis zu −35 °C beanspruchten Maschinen und Menschen gleichermaßen. Dazu kam, dass insbesondere im finnischen Norden kaum Straßen und Wege vorhanden waren. Während der ersten Phase des Krieges stand der Roten Armee keinerlei Wintertarnkleidung zur Verfügung. Zu allem Überfluss war selbst warme Winterkleidung in einigen Einheiten aufgrund von Logistikproblemen knapp. Da die sowjetischen Truppen fast keine Skier erhalten hatten und im Umgang mit ihnen auch nie trainiert worden waren, blieb die Beweglichkeit der Armee auf dem Gefechtsfeld sehr beschränkt. Dies hatte besonders im unwegsamen Gelände Nordfinnlands katastrophale Auswirkungen. Ferner beschwerten sich sowjetische Offiziere über die mangelnden Fähigkeiten der Soldaten im Umgang mit feindlichen Minen. Die finnischen Deckungsgruppen legten beim Rückzug intensiv Minen und Sprengfallen, die unter den sowjetischen Soldaten große Verluste forderten und durch den psychologischen Effekt die Beweglichkeit der Soldaten noch weiter einschränkten.
Die Sowjetunion scheiterte aber nicht nur an den Eigenheiten des finnischen Kriegsschauplatzes, sondern auch an der eigenen Kriegsführung. Die sowjetische Militärdoktrin und Merezkows Plan sahen eine enge Kooperation zwischen Luftwaffe, Panzern, Infanterie, Artillerie und gegebenenfalls Marineeinheiten vor. Dies verwirklichte sich aber nicht auf dem Gefechtsfeld, meist gingen Panzer oder Fußsoldaten getrennt voneinander ohne entsprechende Artillerieunterstützung vor. Die Koordination zwischen den verschiedenen Truppenteilen war zu schwach. Offiziere gaben Befehle, die ein sinnvolles Zusammenwirken der verschiedenen Elemente unmöglich machten, und die Kommunikation zwischen den Einheiten sowie den übergeordneten Stellen brach oft zusammen. Verschlimmert wurden diese Probleme noch durch Materialausfälle von Funkgeräten, sowohl an der Front als auch in den Stäben. Der Grund dafür, dass die Rote Armee ihrem Standard nicht gerecht wurde, lag in einer mangelhaften Ausbildung vor dem Krieg begründet. Das Offizierskorps war nicht groß genug, um alle Rekruten entsprechend zu schulen. Ein leistungsfähiges Unteroffizierkorps fehlte durch den inneren Aufbau der sowjetischen Armee vollkommen. Infolgedessen wurde die Armee in Einheiten minderer und höherer Ausbildungsqualität unterteilt. Diese Einheiten wurden ohne Berücksichtigung ihrer tatsächlichen Fähigkeiten in Finnland zusammengewürfelt.
Große Teile des Offizierskorps waren während der Stalinschen Säuberungen der Jahre 1937/1938 politischen Verfolgungen zum Opfer gefallen. Sie mussten durch unerfahrene Nachrücker ersetzt werden. Die nachwirkende Atmosphäre der Bedrohung hemmte die Initiative der verbleibenden Befehlshaber. So beschwerte sich Merezkow nach dem Krieg darüber, dass Soldaten wie Offiziere zögerten, ihren Vorgesetzten offen die Wahrheit zu sagen. In einem internen Bericht an Stalin schilderte dessen enger Mitarbeiter Lew Mechlis, dass eine große Zahl der einfachen Soldaten den Krieg für ungerecht halte.
Dieselben Probleme betrafen die sowjetische Luftwaffe. Sie blieb stark hinter den Erwartungen zurück. Schlechtes Wetter, technische Probleme, geringer Ausbildungsstand und schlechte Kommunikation mit den Bodentruppen ließen ihr Eingreifen auf dem Schlachtfeld marginal werden. Die sowjetische Luftkampagne zielte darauf ab, die Mobilisierung der finnischen Armee in ihrem rückwärtigen Gebiet zu stören. Da die Armee aber zwei Wochen vor Kriegsausbruch mobilisiert worden war und sich zu Kriegsausbruch bereits in ihren Stellungen befand, lief diese Operation ins Leere. Auch parallel dazu unternommene Versuche, durch die Bombardierung von Städten und Eisenbahnlinien den finnischen Nachschub zu behindern, zeigten keine maßgebliche Wirkung. Hauptziele der sowjetischen Bombardements waren Helsinki, Tampere, Turku und im späteren Kriegsverlauf Viipuri. Finnische Quellen sprechen insgesamt von 2075 Luftangriffen auf zivile Ziele. Der Ausfall an Arbeitsstunden in den Industriezentren des Landes betrug aber weniger als fünf Prozent. Aufgrund des finnischen Zivilschutzsystems, das Verdunkelungsmaßnahmen und Rettungseinsätze regelte, hielten sich die zivilen Opfer in Grenzen. Die finnische Luftwaffe, die durch ausländische Lieferungen auf rund 200 Flugzeuge anwuchs, erzielte 240 Abschüsse bei 26 eigenen Verlusten. Schläge gegen das sowjetische Hinterland konnte sie aufgrund ihrer zahlenmäßigen Unterlegenheit jedoch kaum durchführen. Insgesamt verlor die Rote Armee rund 800 Maschinen während des gesamten Krieges.
Weitgehend folgenlos blieb auch die Unterstützung durch Flotteneinheiten. Die Ladogaflottille hatte stark mit technischen Problemen und Navigationsfehlern zu kämpfen. Unter anderem lief ein Schlachtschiff wenige Tage nach Kriegsbeginn auf Grund. Auch die Einheiten der Baltischen Flotte griffen in den Krieg ein. Ihre Anstrengungen hatten aber wegen Nachschubproblemen, technischer Unzulänglichkeiten, schlechtem Ausbildungsniveau und mangelnder Aufklärung keinen Einfluss auf den Verlauf der Kämpfe. So warfen Flugzeuge der Flotte rund 64,5 Tonnen Bomben auf finnische Inseln im Finnischen Meerbusen ab. Die Inseln waren jedoch größtenteils evakuiert worden, und die einzige Küstenbatterie der Finnen auf den Inseln wurde durch diese Angriffe nicht ausgeschaltet. Ende Dezember kamen die Flottenoperationen durch Packeis weitgehend zum Stillstand.

#### Neue Planungen der sowjetischen Führung
Schon am 26. Dezember ließ Stalin die Einheiten an der Karelischen Landenge neu organisieren. Das Kommando der 7. Armee wurde von Merezkow selbst übernommen. Dazu wurde noch eine neue Armee aufgebaut, die 13. unter Wladimir Gröndahl. Am 7. Januar berief er Semjon Timoschenko zum Oberbefehlshaber über die Nordwestfront. In diesem Großverband wurden die Einheiten des finnischen Kriegsschauplatzes nun zusammengefasst, analog zur weißrussischen Front und ukrainischen Front, die 1939 Ostpolen besetzt hatten. Damit hatte Stalin die Hoffnung, Finnland nur mit begrenzten Kräften aus dem Leningrader Militärbezirk zu besiegen, endgültig verworfen. Neue Einheiten wurden aus anderen Militärbezirken herangeschafft, und der neue Offensivplan unter Timoschenkos Ägide sah nun eine alleinige Offensive an der karelischen Landenge vor. Im Grunde genommen ähnelte sein Plan dem von Stalin vor dem Krieg abgelehnten Vorschlag Schaposchnikows.
Timoschenkos Grundidee war es, die Mannerheim-Linie durch zahlenmäßige Überlegenheit zu brechen und die Truppen besser für die Erfordernisse des Schauplatzes auszubilden. Als Hauptfaktor sah er eine starke Überlegenheit der Artillerie vor. Diese sollte zuerst in einem langen Bombardement die feindlichen Stellungen schwächen. Sobald die Bodentruppen angriffen, sollten die Geschützbesatzungen den Vormarsch eng mit ihnen abstimmen und die Angriffe in Form einer Feuerwalze unterstützen. Im Gegensatz zu den Planungen der ersten Offensive sollten Kommandeure kleinerer Einheiten bis zum Zugführer Geschützfeuer anfordern können. Insgesamt gruppierte die Rote Armee rund 48 Geschütze pro Frontkilometer. Ebenso sollte Langstreckenartillerie Bewegungen hinter der Front der Finnen niederhalten. Die Bodentruppen wurden im Umgang mit Betonbefestigungen eigens an Modellen im Hinterland ausgebildet und spezielle Sturmgruppen wurden geschaffen. Diese Einheiten umfassten Gruppen aus normaler Infanterie, Panzern, Pionieren und Panzerabwehrgeschützen. Sie sollten die stärksten Punkte der feindlichen Linie brechen.
Des Weiteren wurde der Infanterie befohlen, Gräben und Feldbefestigungen möglichst nah an die finnischen Stellungen heranzutreiben, um das zu überquerende Niemandsland möglichst klein zu halten. Auch wurden neue Waffen an die Front geschafft, unter anderem Panzer vom Typ KW-1 und T-34. Manche dieser Fahrzeuge wurden zur Bekämpfung der Betonbunker mit Flammenwerfern ausgerüstet. Für den Schutz der Infanterie wurden gepanzerte Schlitten bereitgestellt, die von Panzern gezogen wurden. Um die Kampfmoral zu heben, wurden Auszeichnungen im Gefecht nicht nur durch Orden honoriert, sondern auch durch materielle Geschenke wie Uhren und Fahrräder. Um den Mangel an erfahrenen Offizieren zu mindern, wurden rund 4000 Inhaftierte aus den Lagern des Gulag entlassen und an die Front geschickt.

### Zweite sowjetische Offensive Anfang 1940

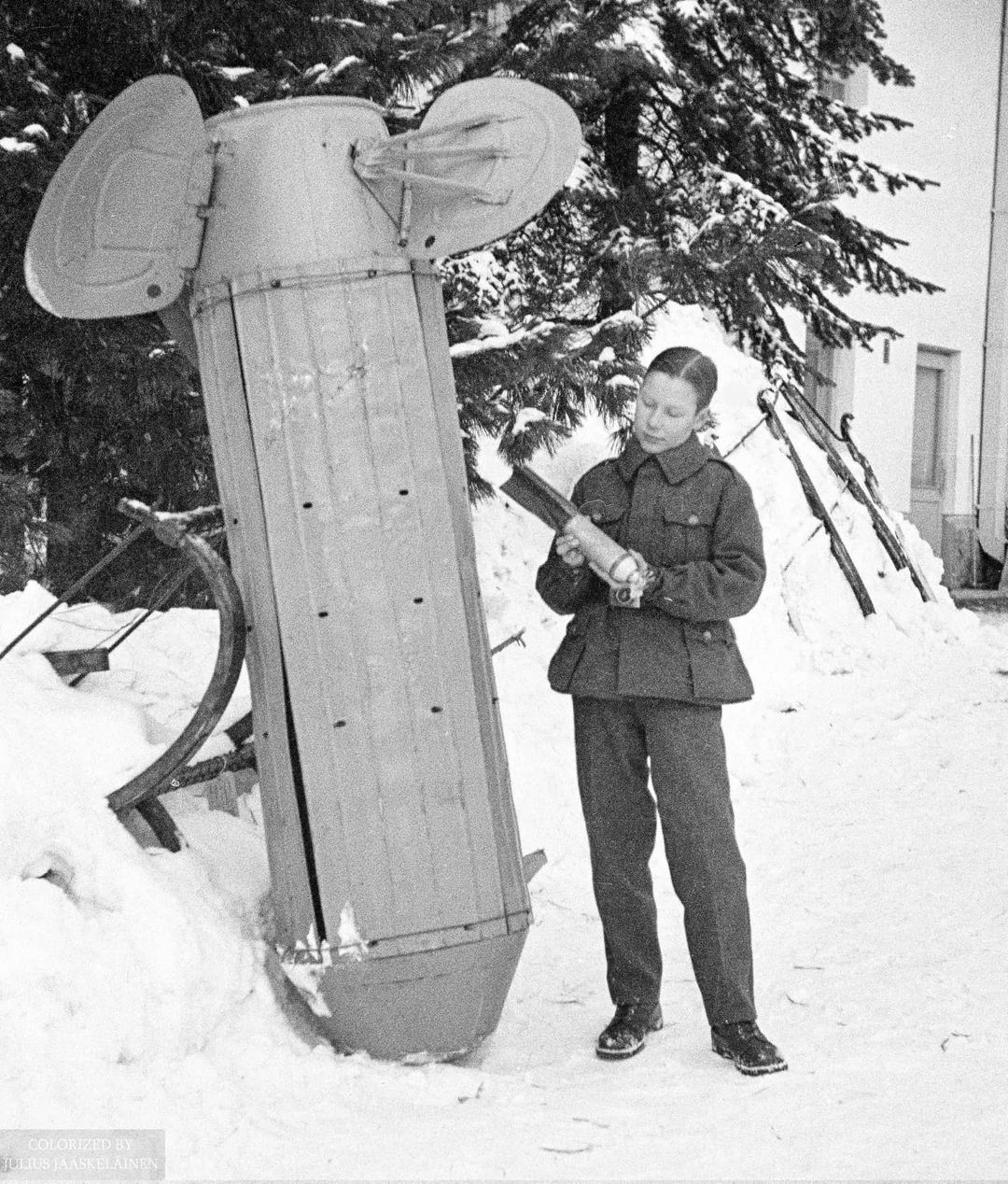
„Molotows Brotkörbe“ für die finnische Zivilbevölkerung. Diese sarkastische Bezeichnung erhielt diese mit 200 2,5-kg-Bomben gefüllte Streubombe aufgrund einer Erklärung des sowjetischen Außenministers als Reaktion auf die durch die Bombardierung ziviler Ziele hervorgerufenen weltweiten Proteste, die sowjetischen Flugzeuge würden doch nur Brotsäcke für die hungernde finnische Bevölkerung abwerfen. Insgesamt verloren 956 Zivilisten bei den Bombardements ihr Leben.

Mit den Verstärkungen verfügte die Rote Armee an der karelischen Landenge kurz nach Jahresbeginn 1940 über rund 600.000 Soldaten, 2000 Panzer und 3137 Geschütze. Die finnische Armee war zahlenmäßig am Ende ihrer Ressourcen. Die sowjetischen Truppen konnten vor und während der Offensive ihre Fronttruppen rotieren. Die finnischen Einheiten standen seit Kriegsbeginn im Feld. Nur im am stärksten umkämpften Sektor von Summa wurde die dortige Division durch eine Reservedivision ersetzt. Das finnische Oberkommando hob zwei neue Divisionen aus, die aber nur aus älteren Reservisten bestanden und mangelhaft ausgerüstet waren. Einen Eindruck über die psychische Belastung der Soldaten gibt das Schicksal eines finnischen Zugführers. Dieser halluzinierte, seine Ehefrau sei auf dem Weg, ihnen mehr Waffen zu bringen. Daraufhin verließ er den schützenden Bunker und fiel dem sowjetischen Artilleriefeuer zum Opfer.
Die sowjetische Armee begann am 15. Januar den kontinuierlichen Artilleriebeschuss der finnischen Linien, gleichzeitig erkundete sie systematisch durch Luftaufklärung und Aufklärung der Fronttruppen den Befestigungsapparat. Am 1. Februar leitete Timoschenko den ersten Angriff von Bodentruppen ein. Fünf Divisionen griffen im Zentrum der Mannerheim-Linie an. Dieser Angriff sollte laut Timoschenko nur eine Art Demonstration sein. Das sowjetische Kommando experimentierte dabei mit der Doktrin der Auftragstaktik, welche die deutsche Wehrmacht verwendete. Die untergeordneten Befehlshaber konnten dabei frei ihre Zwischenziele und den Einsatz ihrer Truppen zum Erreichen ihres Ziels planen. Die Angriffe brachten limitierte Gebietsgewinne und wurden von den sowjetischen Befehlshabern positiv bewertet. Zwischen diesen Angriffen und der eigentlichen Offensive auf breiter Front war eigentlich eine Pause vorgesehen. Timoschenko ließ die Demonstrationsangriffe aufgrund ihres Erfolges dann aber nahtlos in die Großoffensive übergehen. Am 11. Februar ließ der sowjetische Befehlshaber die ganze Front angreifen. Am selben Tag durchbrachen die Divisionen, die seit dem 1. Februar kämpften, die vorderste Befestigungslinie der Mannerheim-Linie. Darüber hinaus setzte die Rote Armee massiv Großwaffen ein. Im Sektor Summa, der weiterhin den Schwerpunkt bildete, wurden je Kilometer Frontbreite 72 Artilleriegeschütze und 40 Panzer verwendet.
Mannerheim führte mit seiner einzigen kampferfahrenen Reservedivision einen Gegenangriff. Dieses Vorhaben derjenigen Einheit, die noch im Vorjahr Summa erfolgreich verteidigt hatte, schlug allerdings fehl. Als mögliche Gründe werden Munitionsmangel und ein Zögern Mannerheims zum Gegenangriff diskutiert. Infolgedessen zogen sich die finnischen Truppen vom 15. Februar an auf die mittlere Linie ihrer Befestigungen zurück. Dies gelang weitgehend geordnet, weil eine aktive Verfolgung durch die sowjetische Seite ausblieb. Der Durchbruch wird generell als der militärische Wendepunkt des Krieges gesehen. Trotzdem kritisierte Timoschenko den Mangel an Koordination, der noch in der Truppe geherrscht habe. Er führte dies auf den Mangel an ausgebildeten Offizieren zurück. Um dieses Problem zu mildern, wurden die Regimentskommandeure angewiesen, das Kommando von mobilen Befehlsposten aus zu führen.
Am 19. Februar gelang es den sowjetischen Truppen, auch die mittleren Stellungen der Finnen zu durchbrechen. Ein Gegenangriff einer Reservedivision wurde durch die Bombardierung von deren Verkehrswegen verhindert. Zudem waren die Finnen auch strategisch durch das Vorrücken eines sowjetischen Korps auf Viipuri über die dortige zugefrorene Bucht bedroht. Daraufhin zogen sich die Finnen am 20. Februar auf die rückwärtigen Befestigungen der Mannerheim-Linie zurück. Am 25. Februar brachen die sowjetischen Truppen auch durch diese kaum ausgebauten Stellungen. Tags darauf setzte das finnische Oberkommando erstmals 15 Panzer zu einem Gegenangriff ein. Die Fahrzeuge britischer Fertigung vom Typ Vickers waren aber den sowjetischen Modellen technisch unterlegen. Ihr Einsatz wurde zur Katastrophe, denn die Geräusche der Fahrzeuge lösten in den eigenen Reihen Panik aus, da sie für sowjetische Panzer gehalten wurden. Nachdem Timoschenko seine Frontdivision durch frische Einheiten ersetzt hatte, befahl er die Fortsetzung des Angriffs auf breiter Front am 28. Februar.

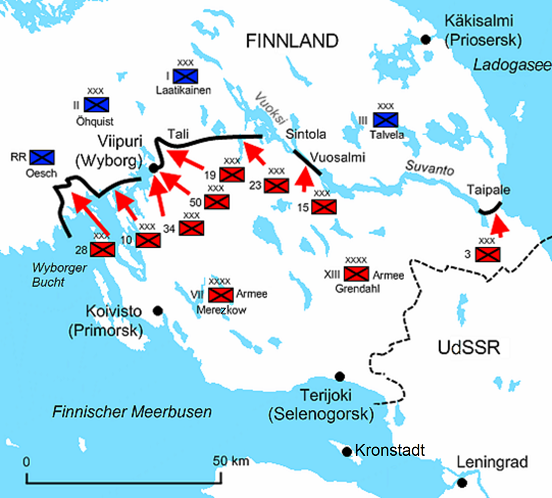
Stellungen der sowjetischen und finnischen Truppen zum Kriegsende am 13. März 1940

Während der zweiten sowjetischen Großoffensive offenbarten sich die Schwächen der finnischen Verteidigung an der Landenge. Die starke Konzentrierung auf die Mannerheim-Linie machte die Truppen unbeweglich. Da sich hinter der Linie kaum noch Befestigungen befanden, bestand kein Spielraum für ein Zurückweichen. So war den finnischen Offizieren in der Ausbildung eingeschärft worden, dass verlorene Stellungen durch Gegenangriffe zurückzuerobern seien. Diese Strategie wurde später dafür kritisiert, die Verluste unnötig erhöht zu haben.
Timoschenko bemerkte allerdings, dass ein Hauptziel der Offensive gegen die Befestigungen nicht erreicht worden war: Der Roten Armee war es nicht gelungen, größere finnische Truppenteile einzuschließen und somit die finnische Armee im Feld zu vernichten. Nachdem sie die Mannerheim-Linie überwunden hatte, verstärkte die Rote Armee ihren Angriff auf das eigentliche Ziel der Offensive: die Stadt Viipuri. Sie wurde von den sowjetischen Truppen sowohl von Land als auch von der See her am 1. März eingeschlossen.
Am 2. März 1940 erfolgte ein schwerer Luftangriff auf Tampere mit über 100 Flugzeugen, ebenso ein Großangriff auf Lahti, bei dem 70 Häuser vollständig zerstört wurden.
Den sowjetischen Truppen gelang es, ein ganzes Schützenkorps, eine Panzerbrigade und Kavallerie über den gefrorenen Finnischen Meerbusen an die Stadt heranzubringen. Ebenso führte die Baltische Flotte zahlreiche kleinere amphibische Landungsunternehmen an der finnischen Küste durch. Diese Angriffe erfüllten ihr Ziel, nämlich finnische Reserven von der Front um Viipuri abzuziehen.
Die vollständige Eroberung Viipuris gelang den sowjetischen Truppen allerdings nicht. Am Tag des Friedensschlusses, dem 13. März 1940, waren sowjetische Einheiten bis ins Zentrum der Stadt vorgedrungen, doch konnten sie den finnischen Widerstand in der Stadt nicht brechen. Den eigentlichen Plan, eine schnelle Eroberung von Viipuri bis zum 7. März, konnten sie nicht erfüllen. Die militärische Situation der Finnen war aber nach dem Durchbruch so prekär, dass sich die finnische Regierung mehr und mehr gezwungen sah, Friedensverhandlungen aufzunehmen.

### Unterstützung durch das Ausland

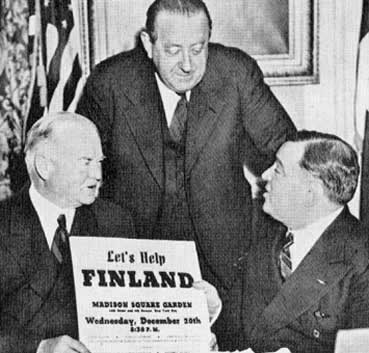
Sympathieveranstaltung am 20. Dezember 1939 in New York: von links nach rechts: Ex-Präsident Herbert Hoover, Hendrik Willem van Loon und der Bürgermeister von New York City Fiorello LaGuardia

Die öffentliche Meinung bekannte sich in vielen Staaten zur Unterstützung Finnlands. In den Vereinigten Staaten wurden Demonstrationen als Ausdruck der Solidarität mit Finnland gehalten und Benefizkonzerte gegeben. Der amerikanische Präsident Franklin D. Roosevelt rief ein „moralisches Embargo“ auf den Handel mit der Sowjetunion aus, so dass der Handel von Januar 1940 bis zum 21. Januar 1941 eingestellt wurde. Die diplomatische Brandmarkung der Sowjetunion durch den Ausschluss aus dem Völkerbund stellte dabei die Spitze der diplomatischen Bemühungen dar. Dies blieb für den Kriegsverlauf aber folgenlos, da die Frage von Sanktionen der Mitgliedsstaaten gegen die UdSSR nicht einmal zur Sprache kam. Die Wirkungskraft des Beschlusses wurde auch dadurch geschwächt, dass die Mehrheit der Mitgliedsstaaten der Sitzung ferngeblieben waren. So wurde der Beschluss nur durch sieben von insgesamt fünfzehn Mitgliedern gefasst. Die Sowjetunion selbst ließ der Ausschluss unbeeindruckt. Sie war dem Völkerbund erst 1934 in erster Linie mit dem Ziel beigetreten, sich vor dem erstarkenden Deutschland zu schützen; dieser Zweck war jedoch mit dem Hitler-Stalin-Pakt scheinbar obsolet geworden. Für den Niedergang des politischen Einflusses des Völkerbunds war die Entscheidung bezüglich des Krieges nicht maßgeblich: Er war durch den Mitgliederschwund in den dreißiger Jahren, unter anderem den Austritt Deutschlands, Japans und Italiens, bereits entscheidend geschwächt. Im Hinblick auf das Versagen des Völkerbundes, die aggressive Politik dieser drei Staaten einzudämmen, konnte das Vorgehen gegen die Sowjetunion sein Prestige auch nicht wiederherstellen.
Zahlreiche Nationen unterstützten Finnland aber in gewissem Maß materiell. Der größte Beitrag wurde hierbei von Schweden geleistet. Zwar konnte Finnland die schwedische Regierung, die auf der Neutralität bestand, nicht zu einem aktiven Eingreifen in den Krieg bewegen, jedoch gestattete Schweden es, dass 8000 schwedische Freiwillige in der finnischen Armee dienten. Diese Einheiten griffen zum Ende des Krieges in die Gefechte ein. 33 schwedische Staatsangehörige fanden dabei den Tod, 185 wurden verletzt. Insbesondere ein Kontingent an schwedischen Piloten erwies sich für die finnischen Streitkräfte als besonders wertvoll. Entscheidender war aber die Lieferung von Waffen und Ausrüstung: Das Nachbarland lieferte an die Finnen unter anderem 77.000 Gewehre, große Mengen an Munition und auch Flugabwehrgeschütze.
Andere Kontingente umfassten 1000 Dänen und 800 Norweger, 230 US-Amerikaner und 150 Italiener. Diese Einheiten kamen aber zu spät in Finnland an, als dass sie noch an den Kämpfen beteiligt gewesen wären. Ungarn stellte noch eine vergleichsweise große Zahl von 5000 Mann in Aussicht, aber davon kamen nur 450 vor dem Friedensschluss in Finnland an und auch sie kamen nicht mehr zum Einsatz. Die Vereinigten Staaten stellten Finnland darüber hinaus einen Kredit von zehn Millionen US-Dollar zur Verfügung. Sie weigerten sich allerdings unter Berufung auf die Cash-and-carry-Klausel, direkt Waffen nach Finnland zu liefern. Die finnische Regierung konnte aber über den Ankauf von Nahrungsmitteln das Geld für Waffenkäufe einsetzen. Auch diese Lieferungen trafen nicht mehr vor Kriegsende an der Front ein.
Ebenso wurde die finnische Luftwaffe durch Flugzeuge aus dem Ausland verstärkt. Die bedeutendste Lieferung kam aus Frankreich in Form von 30 Morane-Saulnier-MS.406-Jagdflugzeugen. Das Vereinigte Königreich schickte 30 veraltete Gloster-Gladiator-Doppeldecker. Italien stellte 17 moderne Bomber des Typs Fiat BR.20 zur Verfügung. Diese Lieferungen stockten die kleine finnische Luftwaffe zwar auf, sie blieben aber in ihrer Wirkung marginal und änderten wenig an der materiellen Überlegenheit der sowjetischen Luftwaffe. Die Mehrzahl der 800 verlorenen Flugzeuge der sowjetischen Streitkräfte wurde durch finnische Flugabwehrgeschütze abgeschossen.
Die französischen Materiallieferungen begannen am 20. Dezember 1939. Am 19. März 1940 sprach Édouard Daladier in der französischen Abgeordnetenkammer von 175 Flugzeugen, 430 Kanonen, 700.000 Granaten, 5.000 MG und 20 Millionen Stück Gewehrmunition die geliefert wurden. Es gibt Historiker, die diese für die öffentliche Meinung bestimmten Angaben für übertrieben halten.
Große Hoffnungen setzte die finnische Seite in den Erhalt unmittelbarer militärischer Unterstützung aus Westeuropa. Frankreich und Großbritannien signalisierten bereits am 19. Dezember 1939 die Möglichkeit, starke Hilfsverbände nach Finnland zu entsenden. Die Bedeutung und die Verfügbarkeit solcher Hilfe blieb für Finnland jedoch beständig im Dunkeln. Schweden und Norwegen hatten sehr deutlich gemacht, dass sie den Durchmarsch fremder Armeen nicht erlauben würden. Es hätte außerdem rund drei Monate gedauert, die Truppen über Norwegen und Schweden heranzubringen und die notwendige Infrastruktur für ihre Versorgung aufzubauen. Die Westalliierten hatten ein erkennbares Interesse an der Fortsetzung der Kriegsaktivitäten im Norden. Durch eine Intervention in Skandinavien erhofften sie sich, den militärischen Druck auf den Kriegsgegner Deutschland zu erhöhen. Besonders verlockend erschien ein mögliches Abschneiden der Erzgebiete im nordschwedischen Kiruna von den deutschen Nachschubwegen. Als der französische Außenminister Édouard Daladier den Finnen im Februar 1940 ein Expeditionskorps von 50.000 Soldaten versprach, fasste der britische General Henry Royds Pownall diese Offerten wie folgt zusammen:

„Von den vier oder fünf Divisionen, die vielleicht über die Nordsee gesandt worden wären, war nicht eine für Finnland bestimmt – vielleicht ein oder zwei Brigaden, wenn sie Glück hatten […] Der Rest war einfach dazu bestimmt, die Eisenerzminen zu besetzen und zu halten und Schweden und Norwegen zu unterstützen. Es ist wirklich ein höchst unehrliches Geschäft.“

Am 3. März 1940 stellte die britische Regierung den Finnen eine Eingreiftruppe von rund 12.500 Mann in Aussicht, die aber bestenfalls erst im April hätte ankommen können. Die finnische Regierung fühlte sich durch das dauernde Taktieren getäuscht und verlor auch vor dem Hintergrund der Ereignisse in der Tschechoslowakei und in Polen das Vertrauen in ein Eingreifen der Westmächte. Schließlich stellte sich die militärische Lage Anfang März für Finnland bereits so dramatisch dar, dass westliche Hilfe nach Einschätzung des finnischen Oberkommandos jedenfalls zu spät gekommen wäre.
Der finnische Militärhistoriker Pasi Tuunainen geht hingegen davon aus, dass der drohende Einsatz eines britisch-französischen Korps der entscheidende Beweggrund für Stalin war, sich auf Friedensverhandlungen einzulassen. Eine Rolle habe auch die bevorstehende Schlammsaison gespielt, in der sowohl das sowjetische Korps bei Wyborg als auch die Invasionsstreitmacht insgesamt hätte abgeschnitten werden können.

### Der Weg zum Frieden
Nachdem die Vorkriegsverhandlungen abgebrochen worden waren, bestanden zwischen den beiden kriegführenden Staaten keine offiziellen diplomatischen Verbindungen mehr. Die finnische Regierung war hinsichtlich der Notwendigkeit eines schnellen Friedensschlusses gespalten. Die Siege an der nördlichen Front und das Halten der Mannerheim-Linie verführten weite Teile der Politik, des Militärs und der Medien zu der Vorstellung, der Krieg sei zu gewinnen. Eine treibende Kraft hinter den Friedensbemühungen war der ehemalige Chefunterhändler Juho Kusti Paasikivi, der sich keinen Illusionen hingab:

„Unsere Siege werden entsetzlich groß erachtet, und von unserem Blickwinkel aus sind sie herrlich. Sie haben aber keine Auswirkung auf das endgültige Ergebnis. Angesichts der Macht des riesigen russischen Staates haben diese Niederlagen keine Bedeutung.“

Am 10. Januar öffnete die finnische Regierung unter Ministerpräsident Risto Ryti über die sowjetische Botschafterin in Stockholm, Alexandra Kollontai, einen ersten Kanal zu sowjetischen Stellen. Ende des Monats signalisierte Moskau die Bereitschaft, mit der Regierung Rytis einen Frieden zu schließen. Damit wurde gleichzeitig die von Moskau installierte Gegenregierung unter Kuusinen fallengelassen. Am 12. Februar erhielt die finnische Seite erstmals Kenntnis von den von der sowjetischen Regierung aufgestellten Bedingungen. Sie beinhalteten Gebietsabtretungen, die deutlich über die von den Finnen vor dem Krieg abgelehnten Forderungen hinausgingen. Zwar wurden die Bedingungen zunächst mit Bestürzung aufgenommen, jedoch zwang die sich rasch verschlechternde militärische Lage zum Handeln. Am 28. Februar beriet Ryti mit Mannerheim, der feststellte, der Frieden müsse sehr bald, zur Not auch unter harten Bedingungen, geschlossen werden.
Am 8. März traf eine offizielle finnische Delegation unter Führung von Ryti und Paasikivi in Moskau ein. Auf sowjetischer Seite führte Molotow die Gespräche, Stalin selbst nahm an ihnen nicht teil. Zu Zugeständnissen zeigte sich die sowjetische Seite nicht bereit, stattdessen wurden noch einmal leicht verschärfte Bedingungen gestellt. Die finnische Seite zögerte noch, jedoch teilte die militärische Führung am 9. März mit, dass die Stärke der erschöpften Bataillone an der Landenge meist kaum noch 250 Mann betrug und an der Front der völlige Zusammenbruch drohte. Dieser Situationsbericht gab den Ausschlag. Am 13. März unterzeichnete die Delegation den Friedensvertrag von Moskau, der am selben Tag um 12:00 Uhr die Kampfhandlungen zwischen beiden Staaten beendete.

## Folgen

### Gebietsabtretungen

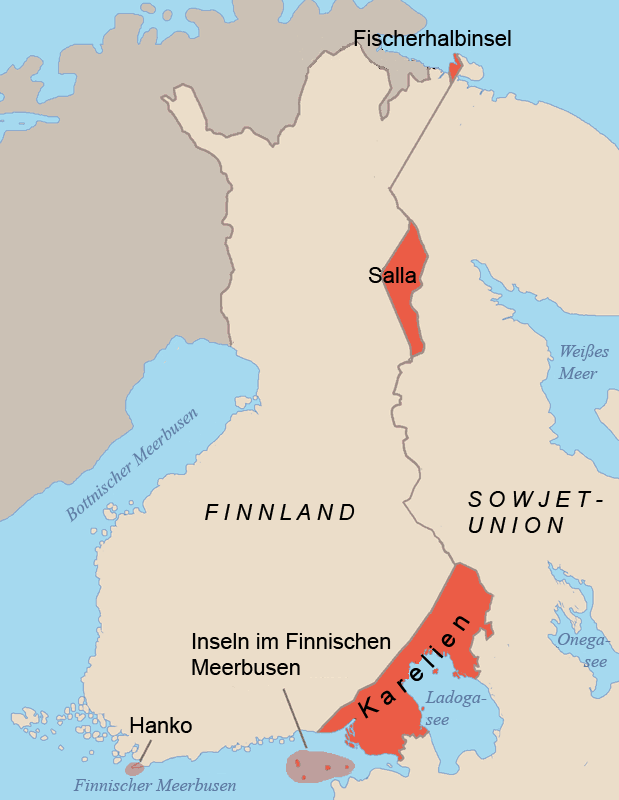
Abgetretene finnische Gebiete, 1940

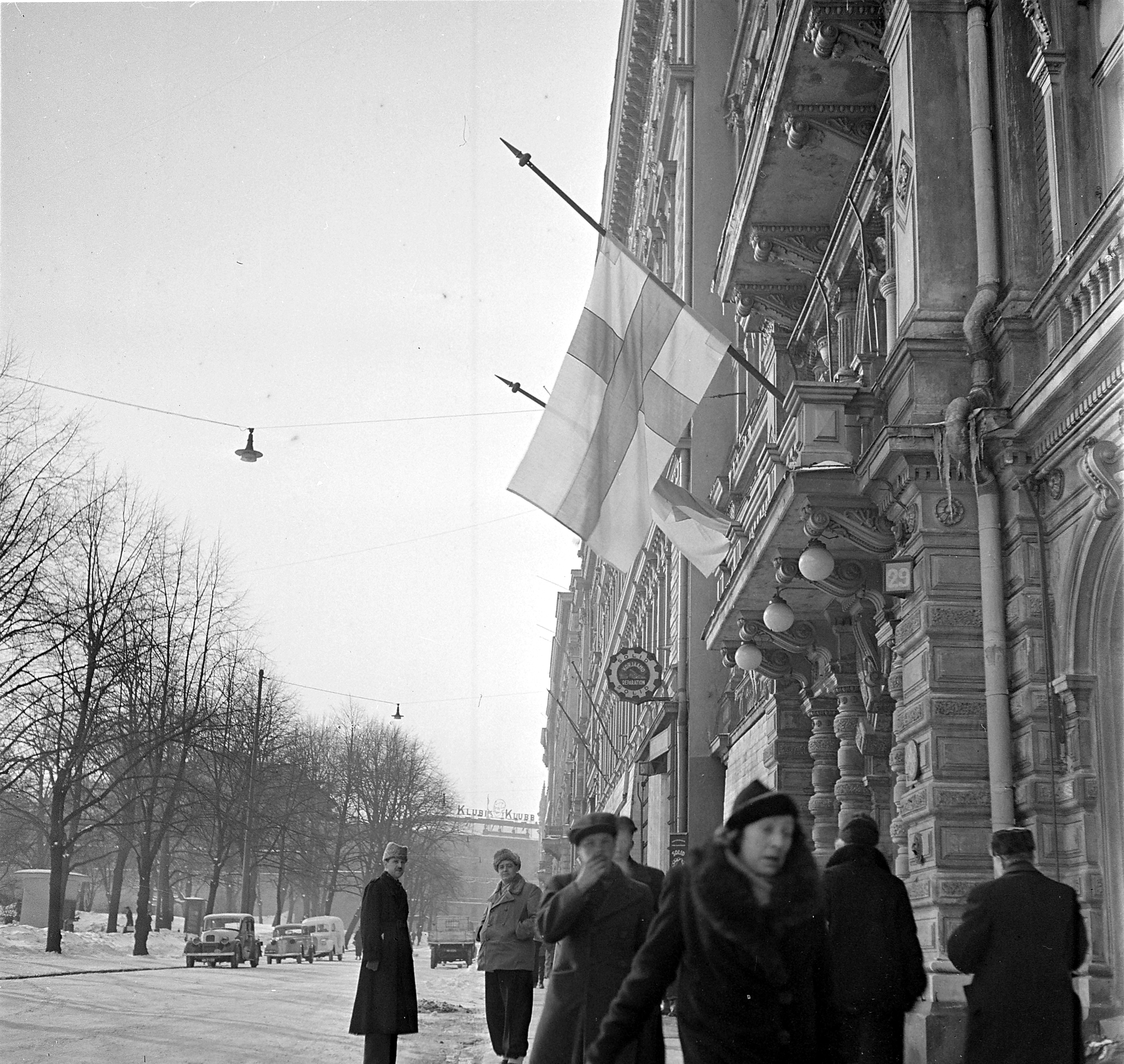
Bei Bekanntgabe der Friedensbedingungen 1940 wehen finnische Fahnen auf halbmast

Durch den Friedensvertrag verlor Finnland große Teile Kareliens, darunter die gesamte Landenge und große Gebiete nördlich des Ladogasees. Die neue finnische Südostgrenze folgte im Wesentlichen der Grenze des Friedens von Nystad von 1721. Es handelte sich bei dem abgetretenen Gebiet also weitgehend um dieselben Gebiete, die 1721 von Schweden an Russland abgetreten und 1812 als Teil des sogenannten Altfinnlands durch Zar Alexander I. wieder an das Großfürstentum Finnland angegliedert worden waren. Die abgetretenen Gebiete waren deutlich größer als die ursprünglich von der Sowjetunion vor dem Krieg geforderten.
Die finnische Wirtschaft und Gesellschaft wurden durch diesen Verlust hart getroffen. Rund 420.000 Finnen flohen aus den verlorenen Gebieten und mussten von staatlicher Seite bei einer Neuansiedlung unterstützt werden. Mit den abgetretenen Gebieten verlor das Land rund zehn Prozent seiner Agrarwirtschaft und Industrie.
Weiterhin abgetreten werden mussten zahlreiche strategisch wichtige Inseln im Finnischen Meerbusen sowie die Fischerhalbinsel am Nordmeer. Die Halbinsel Hanko in Südwestfinnland wurde für dreißig Jahre an die Sowjetunion als Flottenstützpunkt verpachtet (Pachtgebiet Hanko). Außerdem musste Finnland sich bereit erklären, eine Eisenbahnverbindung zwischen der schwedischen Grenze bei Tornio und Murmansk zu bauen und zu betreiben. Ein militärisches Bündnis verlangten die sowjetischen Unterhändler im Gegensatz zu 1939 nicht mehr. Damit war die ursprünglich beabsichtigte militärische und gegebenenfalls auch politische Integration der Finnen in das kommunistische System gegenstandslos geworden.
Der Friedensvertrag löste in der finnischen Bevölkerung und weiten politischen Kreisen, die nicht im Detail über die verheerende militärische Lage informiert gewesen waren, Entsetzen aus. Am 13. März wurde im ganzen Land Trauerbeflaggung gehisst. Der finnische Präsident Kyösti Kallio erklärte, unmittelbar nachdem er die Ratifizierung des Friedensvertrages unterzeichnet und damit in Kraft gesetzt hatte, verbittert:

”Kuivukoon käteni, joka on pakotettu tällaisen paperin allekirjoittamaan.”

„Möge meine Hand verdorren, die gezwungen ist, ein derartiges Papier zu unterschreiben.“

Die Sowjetunion integrierte die abgetretenen Gebiete in die neugegründete Karelo-Finnische SSR, deren Vorsitz der einstige Chef der kommunistischen Gegenregierung Kuusinen übernahm. Die Annexionen verstärkten die sowjetische Verteidigungsposition gegenüber Finnland und gegenüber Seeangriffen aus der Ostsee. Als Deutschland im Juni 1941 die Sowjetunion angriff, erfolgte der deutsche Hauptstoß von Westen und nicht über Skandinavien, so dass die Annexionen aus der militärischen Perspektive keinen Vorteil für die Verteidigung der Sowjetunion bedeuteten.

### Kriegsopfer
Die Verluste der Roten Armee wurden in den offiziellen Zahlen nach dem Krieg mit rund 48.000 Toten und rund 159.000 Verwundeten und Kranken angegeben. Diese Zahlen sind sowohl in der westlichen wie in der russischen Literatur umstritten. Russische Quellen gehen heute von rund 127.000 Toten und Vermissten sowie 265.000 Verwundeten und Kranken aus. Finnische Historiker nehmen noch höhere Zahlen an: rund 230.000–270.000 Tote und 200.000–300.000 Verwundete und Kranke, ein großer Teil davon durch Erfrierungen und mangelnde Versorgung mit Kleidung und Nahrungsmitteln. Ungewiss ist das Schicksal von rund 5.000 repatriierten sowjetischen Kriegsgefangenen. In westlichen Quellen wird der Verdacht geäußert, sie seien nach dem Kriege größtenteils in Lagern des NKWD ermordet worden.
Ein sowjetischer Offizier äußerte sich über das Kampfgebiet in Karelien nach dem Krieg:

„Die Tatsache, dass im folgenden Frühjahr und Sommer, als der Schnee zu schmelzen begann, viele Leichen unserer Soldaten aus den Sümpfen und Seen geborgen wurden, ist nicht in den offiziellen Kriegsberichten erwähnt. Die Überlebenden pflegten scherzhaft zu sagen, dass das Land, das wir den Finnen nahmen, gerade ausreichte, um unsere während des Feldzugs gefallenen Offiziere und Soldaten zu begraben.“

Die Verluste der finnischen Streitkräfte wurden von finnischer Seite nach dem Krieg mit rund 25.000 Toten und rund 43.500 Verwundeten angegeben. Die Führung der Roten Armee gab an, die Finnen hätten zwischen 60.000 und 85.000 Todesopfer und 250.000 Verwundete zu beklagen. Die finnische Geschichtswissenschaft zählt heute 26.662 gefallene Soldaten. Die sowjetischen Bombenangriffe auf zivile Ziele forderten rund 900 Todesopfer und rund 1.800 Verwundete unter der Zivilbevölkerung. Die wirtschaftlichen Schäden durch die Luftoffensive behinderten aber die Kriegsanstrengungen der finnischen Seite nur marginal.

### Reform der sowjetischen Streitkräfte
Infolge der geringen Leistung und hohen Verluste der Roten Armee wurde deren Ruf bei den Großmächten desavouiert, infolgedessen wurde sie unterschätzt. Ein interner Bericht der deutschen Wehrmacht konstatierte, dass die sowjetischen Streitkräfte gegen eine moderne und gut geführte Armee chancenlos seien. Es wird angenommen, dass diese Umstände die Bereitschaft Hitlers zum Angriff auf die UdSSR weiter steigerten. Auch im westlichen Lager litt der Ruf der Roten Armee. Als die Sowjetunion 1941 von Deutschland überfallen wurde, schätzte der US-General George C. Marshall in einem Bericht an den Präsidenten Roosevelt, die Sowjetunion werde binnen drei Monaten zusammenbrechen. Britische Schätzungen aus dieser Zeit sprachen sogar von nur zwei Monaten.
Die sowjetische Militärführung reagierte auf den Krieg mit Versuchen, die Leistungsfähigkeit der Armee zu erhöhen. Es kam auch zu einem personellen Wechsel an der Spitze, als Stalin Woroschilow als Volkskommissar für Verteidigung durch Timoschenko ersetzte. In diesem Zuge wurden die letzten Überbleibsel der Idee einer sozialistischen Armee getilgt und der Schaffung der Disziplin durch Drill und autoritäre Führung mehr Raum gegeben. Um das Offizierskorps weiter zu stärken, wurde der Einfluss der Politoffiziere zurückgefahren und ein neues Beförderungssystem eingeführt, das Leistung mehr entlohnen sollte. Die Autorität der Offiziere im Feld sollte in den neuen Dienstvorschriften durch größere Privilegien wie einen eigenen Unterstand und bessere Kost gegenüber den Mannschaften gestärkt werden. Die Offiziere erhielten außerdem das Recht, über ihre Untergebenen selbstständig Strafmaßnahmen zu verhängen. Um die Autorität der Truppenführer noch weiter zu stärken, führte die Rote Armee nach dem Winterkrieg Generals- und Admiralsränge ein.
Im Bereich von Strategie und Taktik sprachen sich Stalin und sein neuer Volkskommissar für eine Abkehr vom Bewegungskrieg des Russischen Bürgerkriegs aus und proklamierten eine eher statische Kriegsführung. Stalin war trotz der Fortschritte der kombinierten Waffen und des deutschen „Blitzkriegs“ davon überzeugt, dass ein kommender Krieg zwischen den Großmächten sich als Stellungskrieg abspielen werde. Ob der Winterkrieg die Kampffähigkeit der Roten Armee bis zum Angriff der deutschen Armee insgesamt durch die Reformen gestärkt oder durch die Verluste geschwächt hat, ist unter Historikern bisher umstritten.

### Auswirkungen in Finnland
Nach dem Krieg hatte Finnland mit massiven Problemen zu kämpfen. Die Flüchtlingsströme aus den abgetretenen Gebieten führten zu inneren Spannungen und wirtschaftlichen Engpässen. Die durch Waffenkäufe und Kredite gestiegene Auslandsverschuldung hatte einen negativen Effekt auf den finnischen Staatshaushalt und dessen Möglichkeiten, die Krise zu kompensieren. Die territorialen Verluste verschlimmerten auch die militärische Lage. Eine Verteidigung des Landes gegen einen neuerlichen sowjetischen Angriff wäre weitaus schwieriger geworden. Infolgedessen leitete die finnische Regierung eine Politik der Aufrüstung ein. Die Armee wurde auf 400.000 Mann in etwa verdoppelt und auf eine schnellere Mobilisierung und höhere Bereitschaft ausgelegt.
Andererseits half das Erlebnis der gemeinsamen Bedrohung und das während des Krieges immer wieder beschworene Thema der nationalen Einheit, die inneren Zerwürfnisse infolge des Bürgerkrieges von 1918 zu überwinden. Die Verwundbarkeit des Landes war den Finnen ebenso deutlich vor Augen geführt worden wie die Tatsache, dass Finnland sich gegen einen sowjetischen Angriff nicht dauerhaft allein verteidigen konnte. Die diplomatischen Geplänkel um eine alliierte Intervention waren nicht geeignet, Vertrauen in eine Zusammenarbeit mit den Westmächten zu schaffen. So versuchten die Finnen, sich einerseits in Skandinavien Verbündete zu suchen und sich andererseits wieder an Deutschland anzunähern. Ersteres wurde nach der Intervention deutscher Truppen in Skandinavien („Unternehmen Weserübung“) mit der Besetzung Dänemarks und Norwegens unmöglich. Die Zusammenarbeit mit Deutschland wurde dagegen schon bald Realität und mündete im Juni 1941 in der Beteiligung Finnlands am deutschen Angriff auf die Sowjetunion und dem Beginn des finnisch-sowjetischen Fortsetzungskrieges.

## Bewertungen
Der Winterkrieg hat in der Geschichtsschreibung zwei vollkommen gegensätzliche Bewertungen erfahren. In der Sowjetunion und den mit ihr verbündeten Staaten wurde das sowjetische Vorgehen als legitime Wahrnehmung der geostrategischen Interessen und als Sicherung der militärstrategischen Lage Leningrads betrachtet. Leningrad, das nur 50 Kilometer von der alten finnischen Grenze entfernt lag, sei einem Angriff von finnischem Boden aus schutzlos ausgeliefert gewesen. Finnland habe unter dem Einfluss sowohl der westlichen Mächte als auch des nationalsozialistischen deutschen Imperialismus gestanden und hätte daher einen wichtigen Aufmarschraum im Falle eines Krieges gegen die Sowjetunion dargestellt. Nach dieser Bewertung hätte der Krieg durch angemessene Zugeständnisse der finnischen Regierung vermieden werden können. Auch finnische Historiker mit prosowjetischer Einstellung haben sich in der Nachkriegszeit dieser Bewertung angeschlossen.
Die finnische und westliche Geschichtsschreibung hält den Angriff der Sowjetunion dagegen für den Ausdruck einer imperialistischen Politik Stalins und Molotows. Ein Einlenken in den Verhandlungen des Herbstes 1939 hätte nach dieser Ansicht die Stellung Finnlands entscheidend geschwächt und das Land neuen Gefahren ausgesetzt. Hier wird insbesondere darauf verwiesen, dass, nachdem der Krieg begonnen hatte, Stalin nachweislich zunächst das Ziel der vollständigen Besetzung Finnlands verfolgt habe.